# Kościół Świętych Apostołów Piotra i Pawła w Tuchorzy
Kościół Świętych Apostołów Piotra i Pawła w Tuchorzy – rzymskokatolicki kościół filialny należący do parafii Świętej Trójcy w Tuchorzy (dekanat zbąszyński archidiecezji poznańskiej).
Jest to świątynia poewangelicka wybudowana w stylu neobarokowym w latach 1905-06. Budowla jest jednonawowa, z pięciobocznie zamkniętym prezbiterium, za którym jest umieszczona zakrystia. Od strony południowej do nawy przylega kwadratowa wieża zegarowa, powyżej ośmiokątna, nakryta baniastym dachem hełmowym. We wnętrzu warto zwrócić uwagę na neobarokowy ołtarz główny z obrazem patronów świątyni z 1985 roku (namalowany przez Kazimierza Sita z Poznania), prospekt organowy, kamienną chrzcielnicę i witraże w oknach prezbiterium. Tablica w kruchcie jest poświęcona księdzu Józefowi Tymie (1902-40), od 1936 roku proboszczowi w Tuchorzy, zamęczonego przez hitlerowców w poznańskim Forcie VII.